# Raffaello Morghen (storico)
Raffaello Morghen (Roma, 19 settembre 1896 – Roma, 26 maggio 1983) è stato uno storico e medievista italiano.

## Biografia
Fu allievo di Pietro Fedele ed Ernesto Buonaiuti alla Sapienza - Università di Roma, dove si laureò in Lettere nel 1919. Divenuto professore universitario nel 1938, insegnò Storia medievale a Palermo, poi dal 1943 a Perugia e infine dal 1948 al 1966 nella Sapienza. Fu nominato nel 1952 presidente dell'Istituto Storico Italiano per il Medioevo, carica tenuta fino al 1982, e dal 1960 fu socio dell'Accademia dei Lincei.
Fu preside della Scuola speciale per archivisti e bibliotecari dal 1951 al 1955 e dal 1956 al 1966.
I suoi principali interessi riguardarono la storia politica e religiosa del Medioevo, con particolare attenzione al fenomeno dei movimenti popolari eretici.

## Opere
- Chronicon Sublacense, 1927
- Ancora sulla questione malaspiniana, 1930
- Il tramonto della potenza sveva in Italia, 1936
- Gregorio VII, 1942
- Medioevo cristiano, 1951
- L'idea di Europa, 1960
- La formazione degli stati europei, 1964
- Civiltà medievale al tramonto, 1971
- L'età degli svevi in Italia, 1974
- Gregorio VII e la riforma della Chiesa nel secolo XI, 1974
- Bonifacio VIII e il Giubileo del 1300 nella storiografia moderna, 1975
- Tradizione religiosa nella civiltà dell'occidente cristiano, 1979
- Dante profeta. Tra la storia e l'eterno, 1983